# Marie-Catherine de Béthisy de Mézières
Marie-Catherine de Béthisy de Mézières (Parigi, 7 giugno 1718 – Parigi 1794) è stata una religiosa francese, ricordata come l'ultima badessa del convento di Panthémont.

## Biografia
Settima degli otto figli del marchese Eugène Marie de Béthisy de Mézières (1656-1721) e di Eléonore Marie Thérèse Eléonore de Sutton d'Oglethorpe (1680-1737), apparteneva a un'antica famiglia della Piccardia, nell'elezione di Montdidier. Aveva tre fratelli e tre sorelle maggiori, e una sorella minore.
Prese l'abito da suora al convento benedettino della Concezione, a Conflans. Fu poi nominata badessa di Saint-Rémy-des-Landes, vicino a Rambouillet, nella diocesi di Chartres. Nel 1740, ricevette la benedizione di monsieur de Mirinville, vescovo di Chartres.
Il 21 febbraio 1743, successe a Marie-Anne-Bénigne-Constance-Julie de Rohan-Guéménée, morta il 5 dello stesso mese, come badessa dell'abbazia reale di Notre-Dame de Panthémont, nella diocesi di Parigi. Fece il suo ingresso solenne nel convento femminile il 20 maggio e ricevette l'abito dell'ordine dalle mani di dom Joseph Cornet, vicario generale di Citeaux. Era stata esonerata dal noviziato per passare all'ordine di Citeaux dalla bolla papale, e fece una voce di stabilità a Panthémont alla presenza dell'abate di Chaloché e di vari altri personaggi ecclesiastici.
A lei si deve la ricostruzione del monastero, intrapresa dal 1745 al 1783, che affidò all'architetto Contant d'Ivry, con le donazioni del delfino e del cardinale de Rohan. Tra i suoi famosi studenti c'erano Louise Adélaïde de Bourbon, Louise d'Esparbès de Lussan, Bathilde d'Orléans, Yolande de Polignac e la figlia Aglaé, Martha e Mary Jefferson. Dal 1783 al 1785, una delle sue residenti fu Joséphine de Beauharnais, insieme al figlio Eugène, durante la separazione dal primo marito. Dal 1785, ebbe per coadiutrice madame de Virieu.
Il 9 aprile 1777, il conte de Mercy, consigliere austriaco della regina Maria Antonietta, era a letto per un attacco di emorroidi, così forte che era divenuto oggetto dell'interessamento generale. Di conseguenza, la sua dimora a Parigi era assediata da persone che andavano a suggerire i più diversi rimedi. Fra queste vi era un incaricato dell'abbadessa di Panthémont, affetta da quest'infermità da dieci anni, che consigliava da un lato pillole e pomate e dall'altro di evitare i dolorosissimi viaggi in carrozza. Aggiungeva che avrebbe potuto fornire altri suggerimenti riservati se un incaricato di fiducia fosse andato a visitarla di persona.
Il 2 marzo 1789, la badessa e le principali monache di Panthémont nominarono il sacerdote Jean Antoine de Clermetz de Lamerie, canonico della chiesa di Beauvais, deputato all'assemblea generale dei tre stati del baliato di Beauvais, per rappresentare la suddetta abbazia, contribuire alla stesura della lista dei reclami e procedere all'elezione dei deputati, inviati agli Stati generali.
Nell'estate del 1790, la sua scuola fu abolita dalla rivoluzione, che aveva rovesciato il vecchio regime, e assistette alla dispersione della sua comunità. Tuttavia, essendo rispettata anche dai rivoluzionari, le fu permesso di trascorrere il resto della sua vita nei suoi alloggi a Panthémont: infatti, le suore nella Francia rivoluzionaria mostrarono la stessa determinata resistenza agli sforzi del governo per definirle come avevano mostrato i loro antenati spirituali il secolo prima. Nonostante l'abolizione dei conventi d'insegnamento nell'agosto 1792, come la maggior parte delle suore, continuò la propria adesione alla vecchia chiesa. Ricevette dalla repubblica una pensione di 900 livres.
Morì a Parigi nel 1794, all'età di 76 anni.